# ヴィオラ・ダ・ブラッチョ
ヴィオラ・ダ・ブラッチョ（伊：viola da braccio）は、「腕のヴィオラ」を意味し、16～18世紀頃にヴァイオリン属の楽器に対して用いられた用語である。「脚のヴィオラ」を意味するヴィオラ・ダ・ガンバと対になる。
後にヴィオラ・ダ・ブラッチョという用語は、主に現在のヴィオラのみを指すようになった。「ブラッチョ（braccio）」から派生したドイツ語の「ブラーチェ（Bratsche）」もヴィオラを意味する用語である。